# Història del paisatge
La història del paisatge és l'estudi de la manera com la humanitat ha canviat l'aparença física del medi, tant present com pretèrit. També ha rebut el nom d'arqueologia del paisatge.
Al llarg del segle xx, ha esdevingut una àrea de coneixement diferenciada. Tanmateix, sovint resta molt lligada a altres disciplines, com poden ésser l'arqueologia, l'arquitectura, l'urbanisme, l'ecologia i la paleobotànica, la història local o la geografia històrica. Des d'un punt de vista metodològic, com a complement dels treballs d'història del paisatge, és molt important l'ús de l'arqueologia intensiva, la utilització dels mapes actuals i dels ortofotomapes o bé la realització de cartografia històrica. També pot aportar molta informació el coneixement i la interpretació dels topònims (treballs de toponímia).

## Orígens i desenvolupament
A Anglaterra, la història del paisatge va néixer com a disciplina acadèmica arran de la publicació del llibre de W. G. Hoskins, Making of the English Landscape, editat l'any 1955. Seguint els passos de Hoskins, s'han publicat nombroses recerques regionals, estudis dedicats a períodes reculats (com el de Della Hooke sobre l'època anglosaxona), o treballs dedicats a elements concrets del paisatge (com poden ésser els camps, les esglésies, els monestirs, els castells o els pobles). Oliver Rackham ha centrat les seves recerques en l'estudi de la història dels arbres i de les masses forestals. Existeix la Society for Landscape Studies. Des dels anys noranta del segle XX es duu a terme el projecte Historic Landscape Characterisation.
A França, els estudis del paisatge històric prenen importància en els treballs de Charles Higounet, que crea un laboratori de cartografia històrica a Bordeus i es dedica, per exemple, a estudiar les vilanoves o bastides occitanes. Alhora, també han tingut un paper metodològicament capdavanter les recerques dutes a terme per Chouquer i Favory, centrades en l'estudi de les centuriacions romanes, que han potenciat els treballs sobre la morfogènesi dels territoris. D'acord amb aquesta mateixa metodologia, cal fer esment de les aportacions d'Elisabeth Zadora-Rio o de Jean-Loup Abbé, amb relació a l'època medieval.
De fet, dins l'estat francès, hem de destacar d'una manera especial les importants aportacions metodològiques fetes amb relació a Occitània, pel que fa a l'estudi del poblament (pobles castrals, pobles eclesials, bastides o vilanoves, pobles oberts) o de l'organització parroquial.
Amb relació a Catalunya, podem destacar especialment les aportacions fetes des del camp dels estudis d'època romana (Josep M. Palet) o des del camp dels estudis d'història medieval (Aymat Catafau, Jordi Bolòs). Catafau va dur a terme una recerca capdavantera sobre els pobles de cellera o sagrera del Rosselló, el Conflent i el Vallespir. Pel que fa a les Illes Balears, cal cridar l'atenció d'una manera especial sobre els estudis dels sistemes hidràulics (Miquel Barceló,. Helena Kichner) Amb relació al País Valencià són molt notables les recerques pioneres de Pierre Guichard, André Bazzana o de Thomas F. Glick i també els estudis més recents d'Antoni Furió, Enric Guinot, Josep Torró, etc., sobre espais hidràulics, vilanoves, límits o pobles i castells andalusins. A Catalunya, l'any 2010, s'ha començat a treballar en el projecte PaHisCat (Paisatge Històric de Catalunya) de la Universitat de Lleida i amb el suport de la Generalitat de Catalunya.

## Abast i línies de recerca
Els principals temes estudiats en les recerques sobre història del paisatge són:
- la distribució de l'hàbitat. Per exemple, la importància del poblament dispers o semidispers.
- la morfologia dels llocs de poblament. Per exemple, l'existència de pobles de sagrera, pobles castrals, pobles oberts, vilanoves, etc.
- les formes dels camps i dels espais conreats.
- els sistemes hidràulics i les séquies.
- els límits de camps, de senyories, de parròquies o de termes pobletans, etc.
- les vies de comunicació. Tots els camins, per tal d'analitzar i entendre'n els canvis.
- els llocs centrals (viles mercat).
- els espais sagrats i el seu entorn (esglésies, monestirs, necròpolis).
- els espais del poder i de la guerra (castells, fortificacions, camps de batalla).